# پارک ملی رایدینگ ماونتین
پارک ملی رایدینگ ماونتین (به انگلیسی: Riding Mountain National Park) یک منطقهٔ مسکونی در کانادا است که در Division No. 17 واقع شده‌است.